# Руда (Седлецький повіт)
Руда (пол. Ruda) — село в Польщі, у гміні Корчев Седлецького повіту Мазовецького воєводства.
Населення — 100 осіб (2011).
У 1975-1998 роках село належало до Седлецького воєводства.

## Демографія
Демографічна структура станом на 31 березня 2011 року:
|          | Загалом | Допрацездатний вік | Працездатний вік | Постпрацездатний вік |
| -------- | ------- | ------------------ | ---------------- | -------------------- |
| Чоловіки | 54      | 4                  | 37               | 13                   |
| Жінки    | 46      | 7                  | 19               | 20                   |
| Разом    | 100     | 11                 | 56               | 33                   |